# Ефто Шапазов
Ефтимия (Ефто) Иванов Шапазов е български революционер, деец на Вътрешната македоно-одринска революционна организация.

## Биография
Роден е в 1877 година в леринското село Буф, тогава в Османската империя. В 1902 година е посветен във ВМОРО от войводата Марко Лерински. Взима участие в Илинденско-Преображенското въстание през лятото на 1903 година с четата на Наум Петров – Буфчето и се сражава до самия край на въстанието. След него участва в съпротивата срещу появилите се в Леринско гръцки чети. Участва в отблъскването на гръцки чети, нападнали Буф.
На 24 март 1943 година, като жител на Битоля, подава молба за народна пенсия, която е одобрена и отпусната от Министерския съвет на Царство България.